# Meteojob
Meteojob est un site de recherche d'emploi.
Ce site web s'inscrit dans la catégorie des pure players dédiés à l'emploi, c'est-à-dire la publication et la diffusion d'offres d'emploi déposées par les recruteurs. Il fonde son fonctionnement sur une technologie de matching pour l'emploi reposant sur des algorithmes propriétaires et des approches Big Data.
Meteojob est édité par le groupe CleverConnect, présidé par Marko Vujasinovic. Le groupe commercialise également la solution d'entretien vidéo différé Visiotalent et exerce d'autres activités dans le domaine de l'emploi et du recrutement : communication RH, marque blanche (réalisation de sites clé en main), conception d'outils de gestion des ressources humaines.

## Historique et évolutions
Le projet Meteojob débute en 2007. L'année suivante, les premiers développements informatiques sont lancés.
En avril 2009, la première version du site ouvre au public et attire jusqu'à 200 000 visites par mois[source insuffisante].
En 2014, Meteojob enregistre plus de deux millions d'inscrits et plus d'un million de visiteurs uniques par mois, ce qui le place dans le top 4 des sites d'emplois français, après Pôle Emploi, Le Bon Coin, Emploi et Indeed. L'année suivante, Meteojob confirme son statut de site d'emplois généraliste en se positionnant dans le top 5 des sites dédiés à l'emploi en France.
Début 2018, Meteojob enregistre une croissance de 41 % et compte plus de 4,4 millions d'inscrits et 1,58 million de visiteurs uniques par mois,.

## Récompenses professionnelles
En 2013, Meteojob est classé à la 6e place du palmarès Technology Fast 50 de Deloitte.